# Gobierno y política en Medellín, Colombia
La historia del gobierno político de la ciudad se asocia a la historia de la provincia
```
de la cual es capital provincial, 
Antioquia
. Sin embargo, la ciudad en su paulatino crecimiento ha tenido su propia identidad política y sus propios procesos. 
```

La ciudad ha sido gobernada en esencia por la clase industrial, cuya asociación (industrialización - política) ha abierto en cualquier forma las puertas a un desarrollo de la ciudad basado fundamentalmente en la industria y el comercio. Medellín fue pensada desde principios del siglo XX como una ciudad para ello. La planeación de vías, por ejemplo, respeta siempre un trazado abierto al intercambio sur y norte como la llamada Troncal Regional que recorre alterna al Río Medellín. La ampliación de calles a partir de la década de los 50 (en “ensanche” como fue llamado popularmente) y otros actos urbanísticos, obedecieron y obedecen a una visión político-administrativa de desarrollo económico. Ello ha hecho que en la ciudad se dé cada tanto cambios drásticos en su entorno urbano, grandes obras, grandes inversiones y otras cosas que obedecen a una política del corte liberal, aunque Medellín haya sido siempre por tradición de alineación conservadora en otros terrenos. 
La Guerra Civil, la violencia que sacudió los campos colombianos en 1949 tendría sus influencias en el crecimiento de la ciudad, como sucedió en muchas capitales colombianas. La ciudad vio la llegada de nuevos grupos humanos no planeados que ocuparon terrenos no pensados como parte del entorno urbano, especialmente las zonas norte de la ciudad. Tales grupos humanos que buscaron refugio en la ciudad ante la grave situación política en las zonas rurales de Colombia, crearon nuevos barrios y con ello un nuevo orden social y político dentro de la ciudad. Sin embargo, la tardanza en respuestas efectivas a la nueva situación hizo que los barrios populares vivieran la marginalidad y prepararan el ambiente para la crisis de la década de los 80.
El advenimiento de las mafias a partir de la década de los 70 en todo el país corrompió las capas políticas nacionales y puso en peligro la integridad de las instituciones. El choque entre los carteles de la droga y el estado tendrían como sede principal a la ciudad, la cual fue sometida al terror en todas sus formas.
Participación ciudadana ha sido la respuesta a la crisis. Presencia de Estado no en forma represiva y de terrorismo de Estado sino como ente facilitador de los procesos comunitarios. 
En 1980 se creó el Área Metropolitana de Medellín con el fin de crear un eje de desarrollo en las diez ciudades que se asientan en el Valle de Aburrá y cuyo centro, ciudad o municipio núcleo es Medellín. Con el Área Metropolitana se dinamizó la vida política de la ciudad de tal manera que el alcalde de Medellín debe trabajar en equipo con los alcaldes de las otras ciudades con proyección metropolitana. 
Se construyó además un nuevo espacio para la gobernación de la ciudad, como del departamento de Antioquia en lo que hoy se conoce como el Centro Administrativo La Alpujarra y que reúne las principales instituciones garantes de la democracia colombiana (Alcaldía de Medellín, Concejo de Medellín y todas sus dependencias).

## Rama ejecutiva

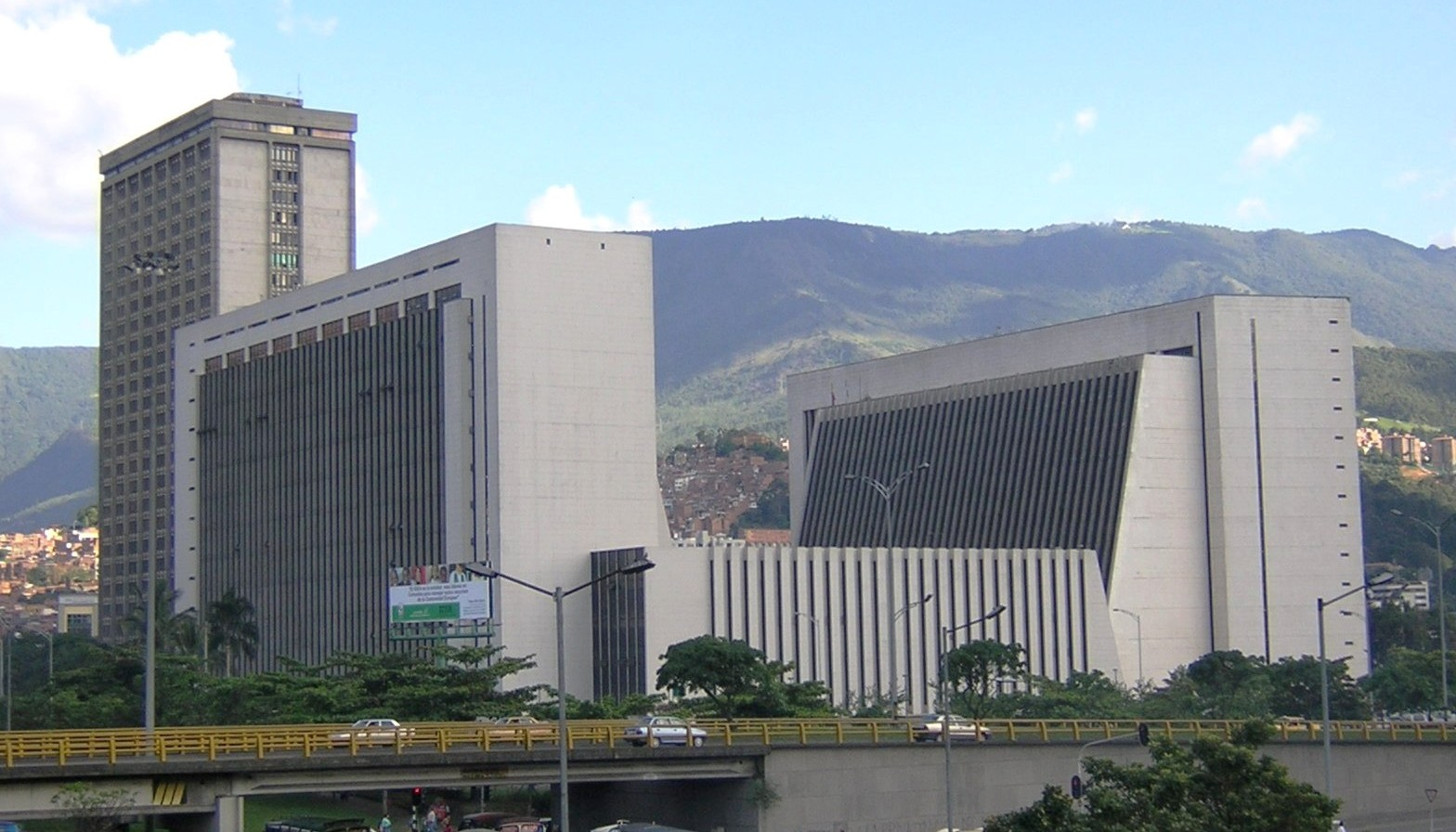
Centro administrativo La Alpujarra.

El poder ejecutivo de la ciudad descansa en el alcalde de Medellín el cual es elegido democráticamente entre medellinenses mayores de edad que presenten sus nombres para el cargo. De la Alcaldía dependen además las diferentes secretarias encargadas de ejecutar los programas de gobierno durante el periodo de cuatro años. 
Alcalde es el responsable de expedir decretos y estos son su principal herramienta administrativa. El Alcalde de Medellín es además el que presenta la terna ante el concejo de alcaldes para la elección del Director del Área Metropolitana de Medellín. La participación ciudadana está además garantizada en las diferentes organizaciones comunitarias de las cuales la más importante es la acción comunal cuyos territorios son determinados por la Alcaldía dentro de las comunas y barrios.

## Rama legislativa
La función legislativa en la República de Colombia es exclusiva del Orden nacional y la ejerce el Congreso de la República en conformidad a la Constitución Política de 1991. Las ciudades, distritos especiales y departamentos no poseen capacidad legislativa. El Concejo Municipal hace parte del poder Ejecutivo de la ciudad..

## Rama judicial
El poder judicial de la ciudad sigue todo el proceso judicial colombiano en sus distintos departamentos de los cuales los tribunales son los más representativos. Existen además figuras de fiscalización de la justicia y de los actos administrativos, así como las oficinas de veeduría, derechos humanos, fiscalía, defensor del pueblo y otros.

## Perspectivas
La ciudad siempre ha tenido una conciencia geopolítica estratégica, como la tiene en general Colombia. El país se encuentra en un área de confluencia regional importante: Suramérica – Centroamérica – Caribe y entre los dos océanos Atlántico y Pacífico. Las principales ciudades del país (Bogotá, Cali, Medellín y Barranquilla) ocupan sitios estratégicos en dicha confluencia regional y oceánica. Entre ellas Medellín, que ha tenido que luchar por un proceso que la saque del aislamiento andino a principios del siglo XX, se abre al encuentro con dicha confluencia regional: por ejemplo, la ciudad es el primer centro urbano mayor más cercano a la frontera con Panamá la cual se encuentra naturalmente cerrado por las selvas del Darién. Paralelo a esto, dicho territorio es factible a la construcción de un nuevo y mayor paso entre los dos océanos (un posible segundo canal interoceánico paralelo al Canal de Panamá). Medellín es además corredor natural entre el Norte y el Sur de Colombia y se encuentra entre el Eje Cafetero al sur y la región minera del Norte de Antioquia. Todos esos elementos son tenidos en cuenta para ese proceso de industrialización de la ciudad de frente al siglo XXI.

## Centros de documentación acerca del gobierno y la política en Medellín
- Biblioteca Pública Piloto de Medellín.
- Biblioteca Central de la Universidad Pontificia Bolivariana de Medellín.
- Biblioteca Central de la Universidad de Antioquia.
- museo de Antioquia